# كشمش تبة
كشمش‌ تبة هي قرية في مقاطعة ماكو، إيران. عدد سكان هذه القرية هو 2,655 في سنة 2006.